# Arisaema lidaense
Arisaema lidaense är en kallaväxtart som beskrevs av Jin Murata och S.K.Wu. Arisaema lidaense ingår i släktet Arisaema och familjen kallaväxter. Inga underarter finns listade.